# Linghem (Linköping)
Pour les articles homonymes, voir Linghem (homonymie).
Linghem est une localité de 2 484 habitants en Suède située à 12 km à l'est de Linköping. On y trouve quelques industries. On peut rejoindre aisément Linköping grâce au système de transports local. La première mention écrite de la localité remonte à 1318.